# Казачка (река, впадает в Берингово море)
Каза́чка — река на Дальнем Востоке России. Протекает по территории Анадырского района Чукотского автономного округа. Длина реки — 28 км.
Названа в 1889 году русскими казаками, основавшими Ново-Мариинский пост. Чукотское название реки Тавайваам, в переводе — «река для поездок». Это связано с тем, что в прошлом чукчи приезжали с северных территорий по замёрзшей реке в Ново-Мариинск для торговли.
Берёт истоки с северных склонов горы Дионисия, впадает в Анадырский залив. В среднем течении протекает через болото Озёрные окна. Глубины в реке 0,5—2 м, вода загрязнена. Толщина многолетнемёрзлых пород в долине реки составляет 220—230 м; на глубине 140—150 м обнаружены горько-солёные воды.
Основные притоки: Озёрный, Снежный, Болотный, Топкий, Овражный.
Устье реки находится в городской черте Анадыря. Через реку в районе улицы Партизанской наведён капитальный мост. В 1963 году на реке была построена плотина, что позволило провести в Анадырь водопровод. Длина плотины составляет 1300 метров, высота — 16 метров.
В полную воду для защиты от любых ветров в Казачку возможен вход судов с осадкой до 1,5 м.